# Benvinguts a Txetxènia
Benvinguts a Txetxènia (originalment en anglès, Welcome to Chechnya) és un documental estatunidenc del 2020, dirigit per David France, que tracta la persecució contra els homosexuals a Txetxènia de finals de 2010, i la xarxa d'activistes que els van ajudar a fugir de la república caucàsica que presideix Ramzan Kadírov. La producció del documental va protegir la identitat dels entrevistats, utilitzat tècniques visuals de deepfake, per poder fer arribar a l'espectador les emocions dels protagonistes sense posar en perill la seva seguretat.
Es va estrenar al Festival de Cinema de Sundance el 26 de gener de 2020, on va guanyar el premi al millor documental, i va participar en el 70è Festival Internacional de Cinema de Berlín, on els activistes David Isteiev, Olga Baranova i Maksim Lapunov van rebre el Premi Teddy. El 30 de juny de 2020 s'inicià la seva distribució a les plataformes d'HBO de diversos països.
A Catalunya, el documental es va projectar en el marc de la Mostra Internacional de Cinema Gai i Lesbià de Barcelona, a través de Filmin, el setembre de 2020. La versió doblada al català es va emetre el 28 de juny de 2022 al programa Sense ficció de TV3.

## Premis i nominacions
| Premi                                      | Data                | Categoria | Receptor(s)                                                               | Resultat  | Ref.   |
| ------------------------------------------ | ------------------- | --- | ------------------------------------------------------------------------- | --------- | ------ |
| Festival de Cinema de Sundance             | 1 de febrer 2020    | Premi Especial del Jurat al Muntatge de Documentals dels Estats Units                                        | Tyler H. Walk                                                             | Guanyador | [ 8 ]  |
| Festival de Cinema de Sundance             | 1 de febrer 2020    | Gran Premi del Jurat en la secció de Documentals dels Estats Units                                           | David France                                                              | Nominat   | [ 8 ]  |
| Festival Internacional de Cinema de Berlín | 28 de febrer 2020   | Teddy Activist Award                                                                                         | David Isteev, Olga Baranova, Maxim Lapunov                                | Guanyador |        |
| Festival Internacional de Cinema de Berlín | 1 de març 2020      | Panorama Publikumspreis (premi del públic) al millor documental                                              | David France                                                              | Guanyador |        |
| Fetival de Cinema LGBT de Ljubljana        | 20 de desembre 2020 | Premi del públic al Pink Dragon                                                                              | Welcome to Chechnya                                                       | Guanyador | [ 9 ]  |
| GLAAD Media Awards                         | 8 d'abril 2021      | Millor documental                                                                                            | Welcome to Chechnya                                                       | Nominat   | [ 10 ] |
| Visual Effects Society Awards              | 6 d'abril 2021      | Efectes visuals de suport destacats en una pel·lícula fotorealista                                           | Ryan Laney, Eugen Bräunig, Maxwell Anderson, Johnny Han and Piers Dennis  | Nominat   | [ 11 ] |
| Sindicat de Directors d'Amèrica            | 10 d'abril 2021     | Millor direcció d'un documental                                                                              | David France                                                              | Nominat   | [ 12 ] |
| Premi BAFTA                                | 6 de juny 2021      | Millor programa internacional                                                                                | David France, Alice Henty, Askold Kurov and Joy A Tomchin                 | Guanyador | [ 13 ] |
| Hollywood Critics Association              | 29 d'agost 2021     | Millor Docuserie, Pel·lícula de Televisió Documental o Sèrie de No Ficció de la Xarxa de Difusió o del Cable | Welcome to Chechnya                                                       | Guanyador | [ 14 ] |
| Premis Emmy                                | 18 de setembre 2021 | Mèrit excepcional en la realització de documentals                                                           | Alice Henty, David France, Joy A. Tomchin, Askold Kurov and Igor Myakotin | Nominat   | [ 15 ] |